# María Colino
María Colino (Madrid, 1971) es una ilustradora y antropóloga española. Inició su trayectoria a finales de los años ochenta en fanzines madrileños como Pota G o Paté de Marrano. Destacó a partir de su irrupción en la generación de autores españoles de mediados de los años noventa. En la década del 2000, desarrolló su trayectoria como antropóloga y se centró en la investigación de las tribus de la Amazonia. En 2010, publicó una investigación sobre la Amazonia y la Orinoquía.

## Trayectoria
Se licenció en Bellas Artes en la Complutense de Madrid.
Su trabajo fue publicado en revistas como La Comictiva o El Víbora y editoriales como Under Cómic o Edicions de Ponent. Su talento técnico y su estilo especialmente expresivo -incluso agresivo- consiguió que destacará también en la ilustración de prensa. Publicó en diarios españoles como El Mundo, El País y otros medios nacionales e internacionales.
También se autoeditó una serie de postales de humor gráfico en torno a penes, y dibujó una serie de ilustraciones, de temática sadomasoquista para tiendas gay. Utilizó también el seudónimo "Belle de Jour". 
En 2001 -según ella misma relató- estudió antropología social en la Universidad de Londres "Viajé por México y Etiopía. Luego varé por un año en los puertos de las Tierras Altas escocesas, con los pescadores y mariscadores del Mar del Norte. En 2005 viví cinco meses con los shuar de la Amazonia ecuatoriana. Luego estuve en Colombia con los cofanes del Bajo Putumayo, y en el Perú con los cocama del Marañón. Entre medias me enamoré, me descalabré y resucité muchas veces."
En 2009 ganó el Tercer premio del I Concurso Nacional de Relatos de Viajeras con su relato El extractor de gusanos, y en el 2012, obtuvo el Primer premio en el XII Concurso Nacional de Tanatocuentos de la Revista Adiós con el relato La Noche del Chikón.
Desde 2005 vivió en diversas zonas de la Amazonia. En 2009, publicó fotografías de la zona colombiana desde el Observatorio Social de Leticia. En 2010, publicó la investigación Pueblos de tradición nómada de la Amazonia y la Orinoquía: aprendizajes y proyecciones para afrontar el futuro.

## Premios y reconocimientos
- 1993 - Mención de Honor en los Premios de la Society for News Design de Nueva York.
- 1996 - Ganadora del Certamen de Humor Gráfico J&B.
- 1998 - Premio Autora Revelación en el Salón del Cómic de Barcelona.
- 1998 - Premio Courage de humor gráfico. Corea del Sur.
- 1999 - Premio al Dibujo historieta realista en la 23ª Edición de los Premios Diario de Avisos por su obra Heptamerón.
- 1999 - Premio al mejor libro ilustrado en lengua castellana de la Conselleria de Cultura Educació i Ciència de la Generalidad Valenciana por Heptamerón. Ese mismo año, la obra también fue nominada como Mejor Obra en el 18º Salón Internacional del Cómic de Barcelona.
- 2004 - Primer Premio en el Concurso de Humor Gráfico de la Comuna di Foligno, Italia.
- 2009 - Tercer premio en el I Concurso Nacional de Relatos de Viajeras.
- 2012 - Primer premio en el XII Concurso Nacional de Tanatocuentos de la Revista Adiós con el relato La Noche del Chikón.

## Obra como ilustradora
Recopilación de publicaciones:
Series
- 1997 Los misterios de Ashley House (en El Víbora).

- 2000 Aliens (en Tiempo de Hoy), junto a Paco Giner.

Publicaciones
¡A las Barricadas! (suplemento satírico al semanario Interviú) || Angelitos Negros || Conciencia Planetaria || Cretino || El Mundo del Siglo XXI (y sus suplementos La Esfera, Salud) || El País de las Tentaciones (suplemento ocioso al diario El País) || El Víbora (y su extraordinario Especial Nuevo Comix Underground) || Escuela Española || La Comictiva || La Pájara || Mono Gráfico || Paté de Marrano || Pota G || Tiempo de Hoy || Marie France || Marianne || Les Inrockuptibles || Le Monde Interactive || BIBA || Bloc de Notes || Télérama || Musée de la Bande Desinée || Hachette || Agent Double || BBC World || The Guardian || The Independent || New Statemen & Society || SFX || Financial Times || Metro || NHS Magazine || Centaur Communications || AMD || Haymarket Publishing || postalismo y otra miscelánea gráfica.
Monografías
- 1991 (segunda edición 2009) Margarita (Horas y Horas: Madrid).

- 1997 Rabia máxima (Under Cómic: Flor de un día, núm.3).

- 1999 Heptameron (De Ponent: Mercat, núm.8).

- 2000 Almanaque extraordinario Bardín baila con la más fea (Mediomuerto, núm.5); colectiva.

Catálogos
- 1992 Nuevas Viñetas 1992 (Instituto de la Juventud del Ministerio de Asuntos Sociales)

- 1995 Humor Gráfico 95 Joven y Brillante J&B (Anglo Española de Distribución)

- 1996 Humor Gráfico 96 Joven y Brillante J&B (Anglo Española de Distribución)

- 1996 Exposición Retrospectiva de la joven historietista Maria Colino (Universidad Popular de Alcorcón)

- 1997 La Picaresca: desde Quevedo a nuestros días (Fundación General Universidad de Alcalá)

- 1999 Catàleg d’Exposicions del Disset Saló Internacional del Còmic de Barcelona (Ficomic)

Ilustración
Editoriales: Escuela Española, Heptada, Horas y Horas,  Instituto de la Mujer y Renfe

## Publicaciones como antropóloga
- Pueblos de tradición nómada de la Amazonia y la Orinoquía: aprendizajes y proyecciones para afrontar el futuro. Memorias de un encuentro. Franky, Carlos,  Dany Mahecha y María Colino.  Universidad Nacional de Colombia – Sede Amazonia. Instituto Amazónico de Investigaciones. 2010. ISBN 978-958-98806-8-5.[9]